# ASALA
ASALA, förkortning för Armenian Secret Army for the Liberation of Armenia, var en nationalistisk och marxistisk teror organisation som hade som syfte att befria Armenien. ASALA bildades 1975 och var verksamma fram till slutet av 80-talet. Organisationen hade som uttalat mål att tvinga turkiska staten att erkänna det armeniska folkmordet och betala skadestånd för sitt agerande mot armenier i osmanska riket.
ASALA har tagit på sig 84 händelser som lämnat 76 döda efter sig. En av de mest kända är ockupationen av turkiska konsulatet i Paris då 56 personer hölls gisslan.   
Medlemmar ur ASALA deltog även i kriget om Nagorno-Karabach. En av de mer kända medlemmarna var Monte Melkonian.